# David Kerr (diretor)
David Kerr é um diretor de cinema e televisão nascido em Londres, nascido na Irlanda do Norte. Seu primeiro longa-metragem, Johnny English Strikes Again, estrelado por Rowan Atkinson e Emma Thompson, foi lançado internacionalmente pela Focus Features e Universal Pictures em 2018. David tem um longo histórico como piloto / diretor principal da premiada comédia e drama de TV, que inclui No Offence, Inside No.9, Fresh Meat, Beautiful People e Whites.

## Vida progressa
Nascido em Belfast em 1967, estudou no Clare College, em Cambridge, e formou-se (1989) com um diploma de Primeira Classe em Clássico

## Carreira
Ele dirige comerciais através da Hungry Man Productions. Em 2015, seu local de controle de armas nos EUA, "Playthings", ganhou o prêmio de Melhor PSA no The AICP Show em Nova York.
David foi presenteado com um British Academy Television Award por dirigir a primeira série de That Mitchell e Webb Look em 2006. Ele foi indicado para outro BAFTA para a segunda série em 2008.
Em agosto de 2017, ele começou a dirigir o filme de comédia de espionagem Johnny English Strikes Again.

## Ligações Externas
- David Kerr no IMDb

- David Kerr no British Film Institute.
- David Kerr na Hungry Man Productions.